# Gmina Lafayette (hrabstwo Allamakee)

Położenie Gminy Lafayette w hrabstwie Allamakee

Gmina Lafayette (ang. Lafayette Township) – gmina w USA, w stanie Iowa, w hrabstwie Allamakee. Według danych z 2000 roku gmina miała 466 mieszkańców.